# Challenge Ciclista a Mallorca 2015
La XXIV Challenge Ciclista a Mallorca (oficialmente: Playa de Palma Challenge Ciclista a Mallorca), trascurrió entre el 29 de enero y el 1 de febrero de 2015. Al igual que la Clásica de Almería adelantó sus fechas para una mejor participación, además cambió de nombre oficial y el Trofeo Palma se trasladó al último día. La carrera estuvo compuesta por 4 trofeos independientes dentro del UCI Europe Tour 2015 de categoría 1.1: Trofeo Las Salinas-Campos, Trofeo Andrach–Mirador d'es Colomer (oficialmente: Trofeo Alcudia-Playa de Muro), Trofeo Siera de Tramontana  y Trofeo Playa de Palma-Palma (oficialmente: Trofeo Palma). Siendo un total de 658,4 km la suma de todos ellos.

## Equipos participantes
Tomaron parte en la carrera 22 equipos. Seis de categoría UCI ProTeam; 8 de categoría Profesional Continental; 5 de categoría Continental y 3 selecciones nacionales. Los equipos participantes fueron:
| Equipos                    | Cód. UCI | Categoría               |
| -------------------------- | -------- | ----------------------- |
| IAM Cycling                | IAM      | UCI ProTeam             |
| Lotto Soudal               | LTS      | UCI ProTeam             |
| Movistar Team              | MOV      | UCI ProTeam             |
| Team Sky                   | SKY      | UCI ProTeam             |
| Cannondale-Garmin          | TCG      | UCI ProTeam             |
| Trek Factory Racing        | TFR      | UCI ProTeam             |
| Bora-Argon 18              | BOA      | Profesional Continental |
| Caja Rural-Seguros RGA     | CJR      | Profesional Continental |
| CCC Sprandi Polkowice      | CCC      | Profesional Continental |
| Cult Energy Pro Cycling    | CLT      | Profesional Continental |
| Cofidis, Solutions Crédits | COF      | Profesional Continental |
| Team Europcar              | EUR      | Profesional Continental |
| MTN Qhubeka                | MTN      | Profesional Continental |
| Team Roompot               | ROO      | Profesional Continental |
| ActiveJet Team             | AJT      | Continental             |
| Burgos-BH                  | BUR      | Continental             |
| Team Froy Oslo             | FRO      | Continental             |
| Murias Taldea              | MUR      | Continental             |
| Roth-Skoda                 | ROT      | Continental             |

| Selecciones               |
| ------------------------- |
| Selección de España       |
| Selección de Rusia        |
| Selección de Gran Bretaña |

## Clasificaciones

### Trofeos

#### 29-01-2015: Trofeo Las Salinas-Campos, 175,5 km
Las clasificaciones del primero trofeo fueron las siguientes:

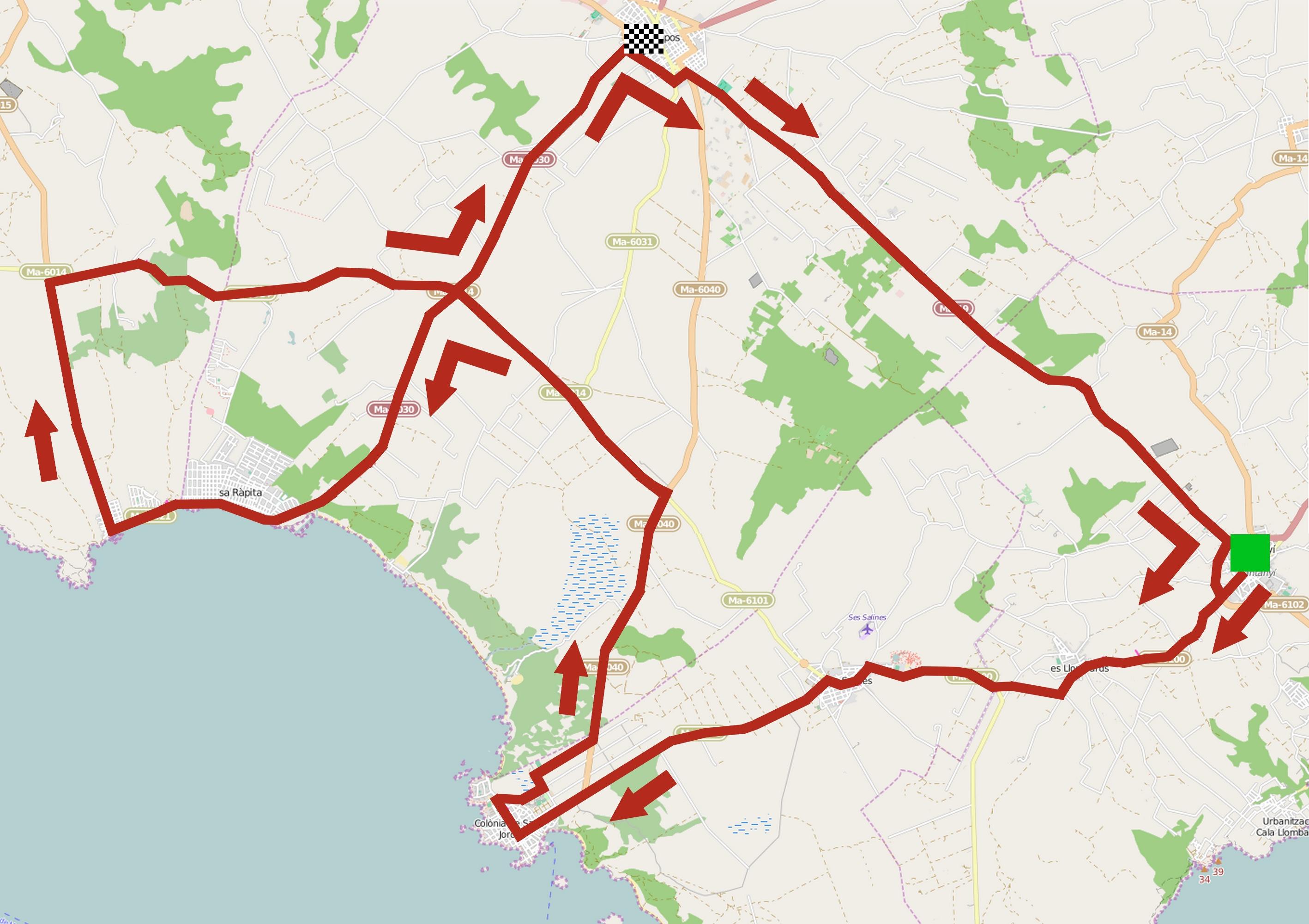
Recorrido del Trofeo Santañí-Las Salinas-Campos.

| Posición | Ciclista           | Equipo                     | Tiempo          |
| -------- | ------------------ | -------------------------- | --------------- |
| 1        | Matteo Pelucchi    | IAM                        | 4 h 17 min 55 s |
| 2        | Elia Viviani       | Sky                        | m.t.            |
| 3        | José Joaquín Rojas | Movistar                   | m.t.            |
| 4        | Nacer Bouhanni     | Cofidis, Solutions Crédits | m.t.            |
| 5        | Danny van Poppel   | Trek Factory               | m.t.            |
| 6        | Raymond Kreder     | Roompot                    | m.t.            |
| 7        | Ben Swift          | Sky                        | m.t.            |
| 8        | André Greipel      | Lotto-Soudal               | m.t.            |
| 9        | Bryan Coquard      | Europcar                   | m.t.            |
| 10       | Sam Bennett        | Bora-Argon 18              | m.t.            |

##### Otras clasificaciones
- Montaña:  Damien Garcia (Froy Oslo)
- Metas Volantes:  Alex Kirsch (Cult Energy)
- Sprints Especiales:  Damien Garcia (Froy Oslo)
- Combinada:  Damien Garcia (Froy Oslo)
- Equipos:  Roth-Skoda

#### 30-01-2015: Trofeo Andrach–Mirador d'es Colomer, 149 km

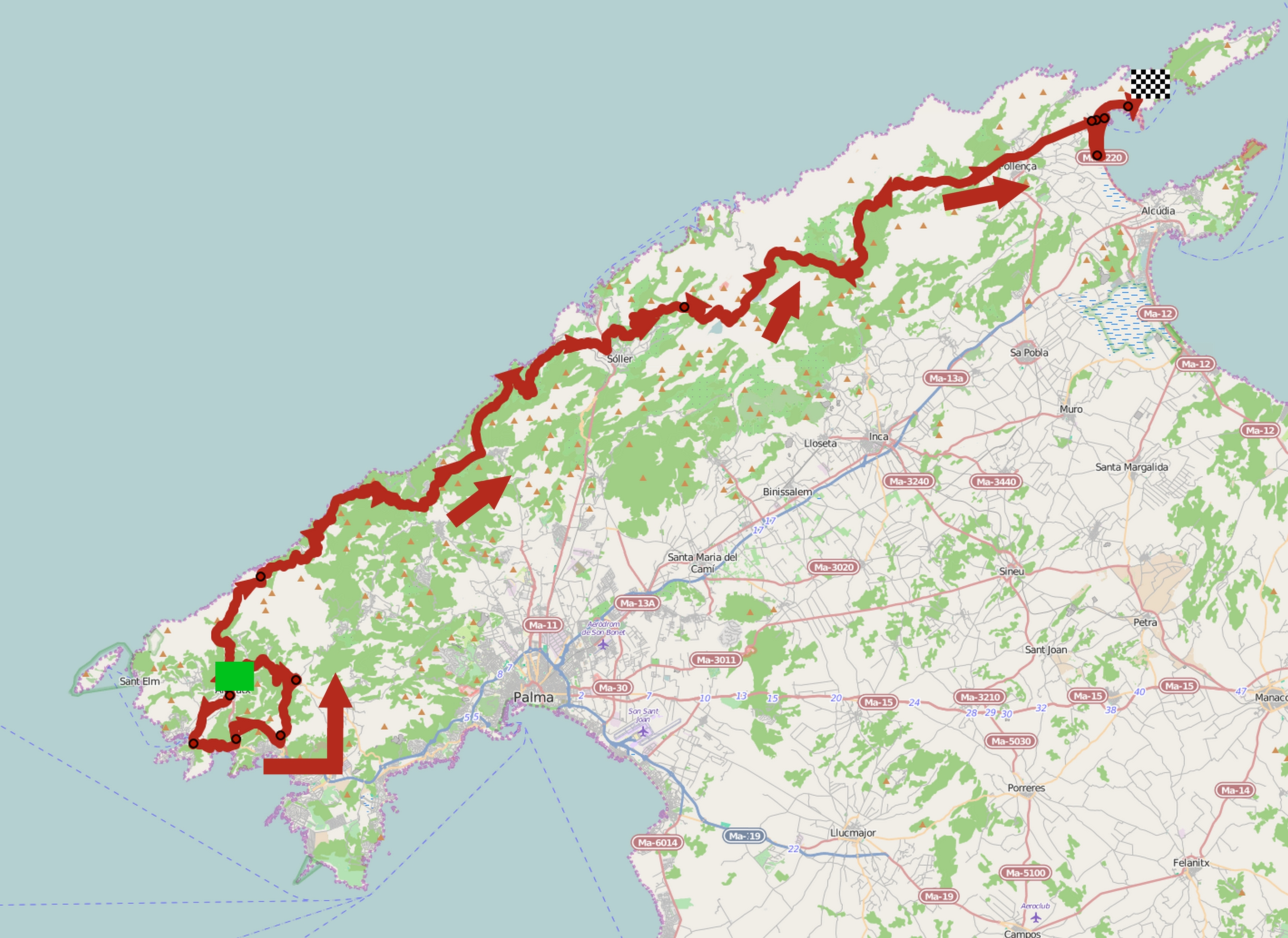
Recorrido del Trofeo Andrach–Mirador d'es Colomer.

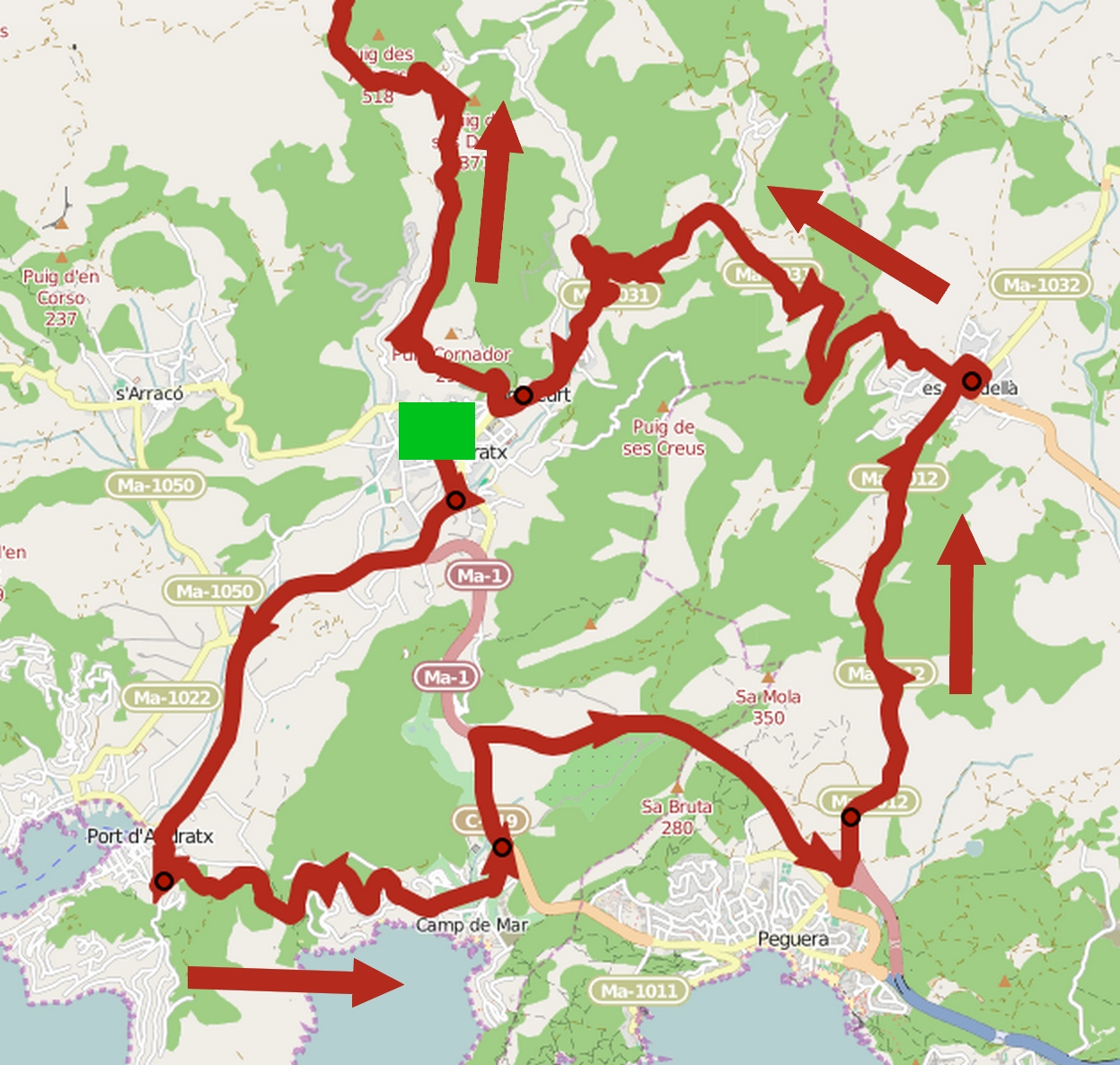
Kilómetros iniciales del Trofeo Trofeo Andrach–Mirador d'es Colomer.

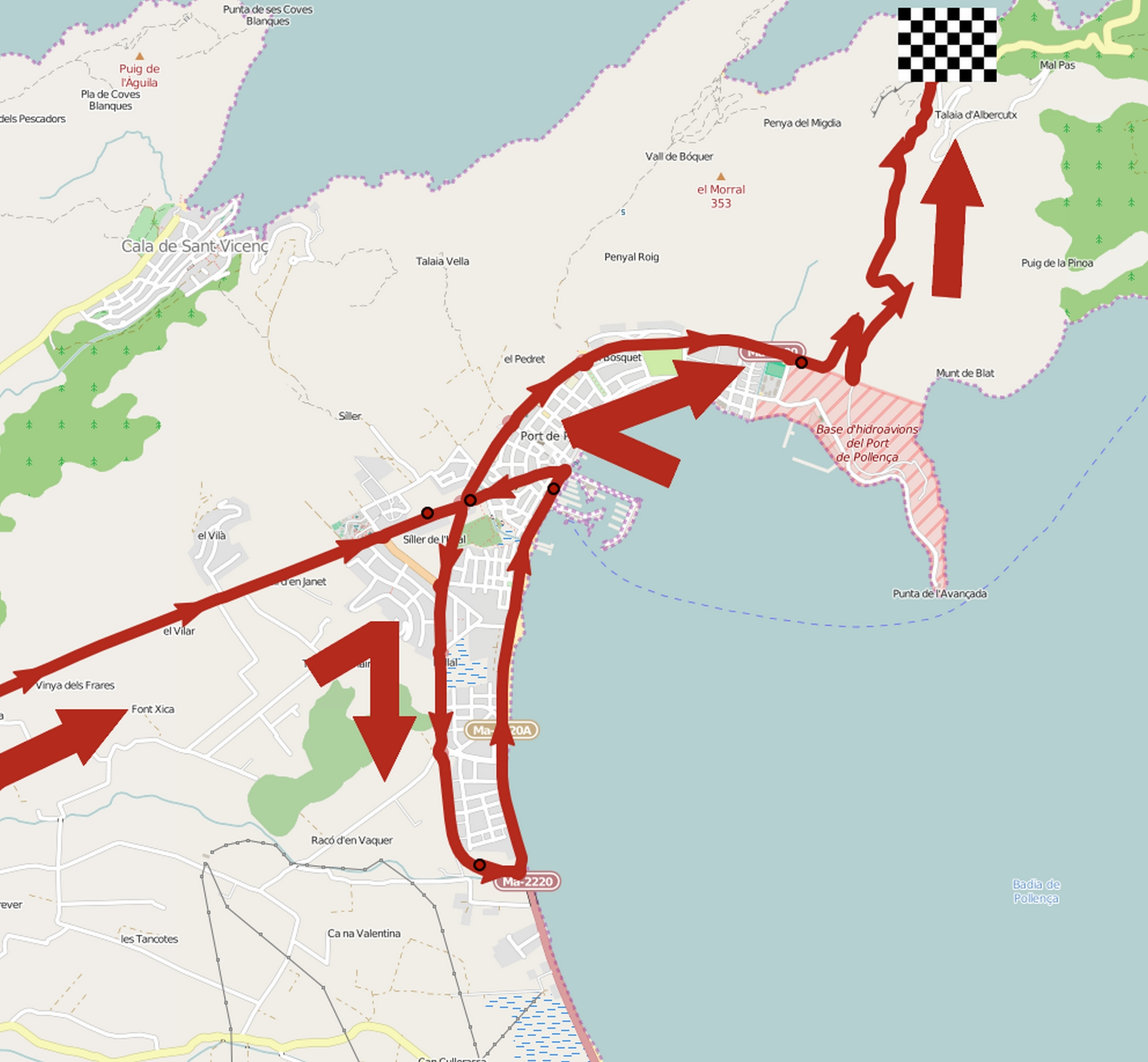
Kilómetros finales del Trofeo Andrach–Mirador d'es Colomer.

Las clasificaciones del segundo trofeo fueron las siguientes:
| Posición | Ciclista            | Equipo            | Tiempo          |
| -------- | ------------------- | ----------------- | --------------- |
| 1        | Steve Cummings      | MTN-Qhubeka       | 3 h 56 min 30 s |
| 2        | Alejandro Valverde  | Movistar          | m.t.            |
| 3        | Davide Formolo      | Cannondale-Garmin | a 6 s           |
| 4        | Bauke Mollema       | Trek Factory      | m.t.            |
| 5        | Leopold König       | Sky               | m.t.            |
| 6        | Beñat Intxausti     | Movistar          | a 13 s          |
| 7        | Kanstantsin Siutsou | Sky               | a 15 s          |
| 8        | Imanol Erviti       | Movistar          | m.t.            |
| 9        | Ian Boswell         | Sky               | m.t.            |
| 10       | Tim Wellens         | Lotto-Soudal      | m.t.            |

##### Otras clasificaciones
- Montaña:  Jose Gonçalves (Caja Rural-Seguros RGA)
- Metas Volantes:  Dylan Van Baarle (Cannondale-Garmin)
- Sprints Especiales:  Jose Gonçalves (Caja Rural-Seguros RGA)
- Combinada:  Johann Van Zyl (MTN-Qhubeka)
- Equipos:  Movistar Team

#### 31-01-2015: Trofeo Sierra de Tramontana, 165,7 km
Las clasificaciones del tercer trofeo fueron las siguientes:

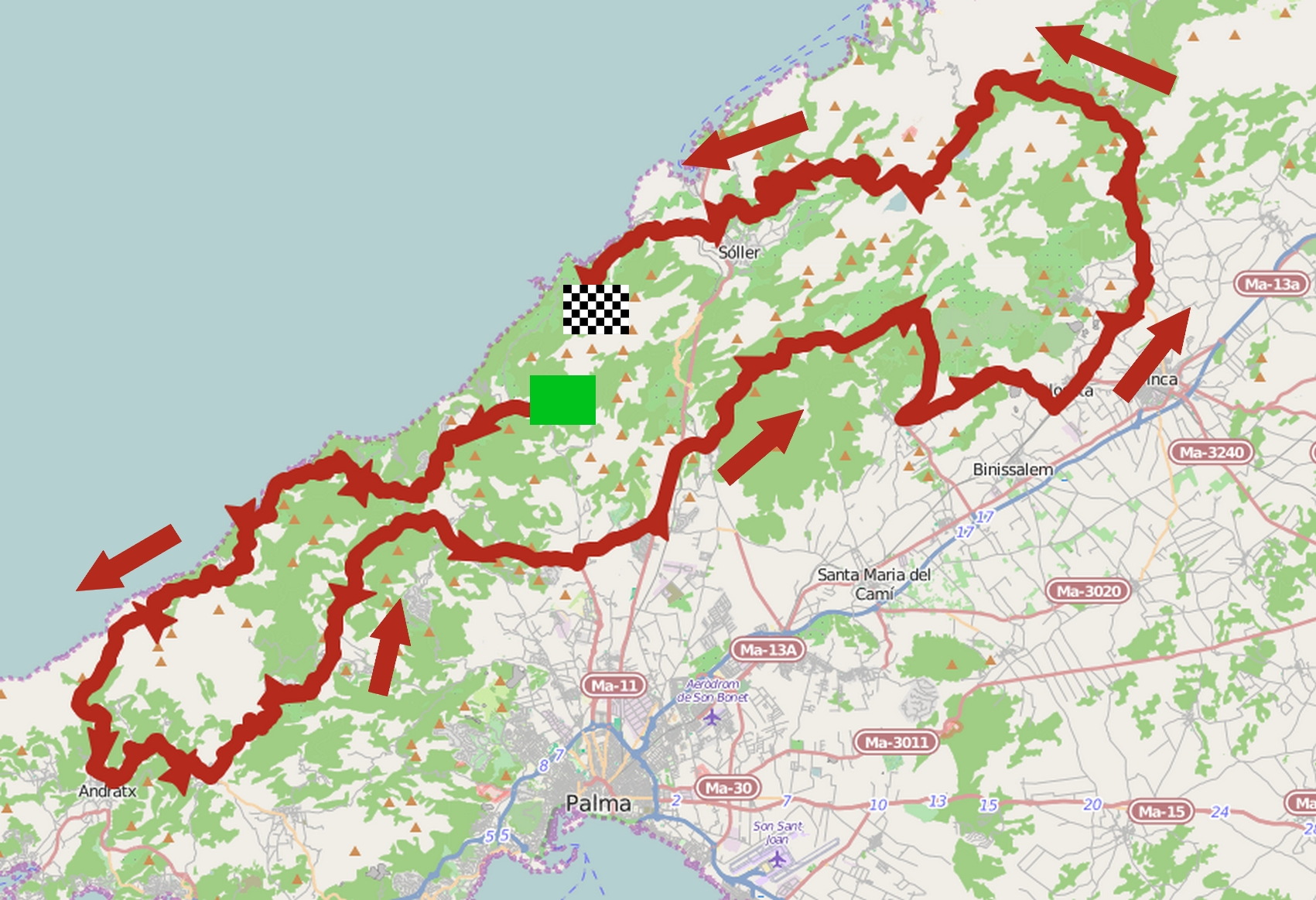
Recorrido del Trofeo Sierra de Tramontana

| Posición | Ciclista           | Equipo                | Tiempo          |
| -------- | ------------------ | --------------------- | --------------- |
| 1        | Alejandro Valverde | Movistar              | 4 h 39 min 29 s |
| 2        | Tim Wellens        | Lotto-Soudal          | a 1 min 23 s    |
| 3        | Leopold König      | Sky                   | a 1 min 33 s    |
| 3        | José Joaquín Rojas | Movistar              | a 2 min 10 s    |
| 4        | Marc de Maar       | Roompot               | m.t.            |
| 6        | Giovanni Visconti  | Movistar              | a 2 min 53 s    |
| 7        | Grega Bole         | CCC Sprandi Polkowice | m.t.            |
| 8        | Tiesj Benoot       | Lotto-Soudal          | m.t.            |
| 9        | Frank Schleck      | Trek Factory          | m.t.            |
| 10       | Merhawi Kudus      | MTN-Qhubeka           | m.t.            |

##### Otras clasificaciones
- Montaña:  Alejandro Valverde (Movistar)
- Metas Volantes:  Bart De Clercq (Lotto-Soudal)
- Sprints Especiales:  Javier Moreno (Movistar)
- Combinada:  Alejandro Valverde (Movistar)
- Equipos:  Movistar Team

#### 01-02-2015: Trofeo Playa de Palma-Palma, 168,2 km
Las clasificaciones del cuarto trofeo fueron las siguientes:

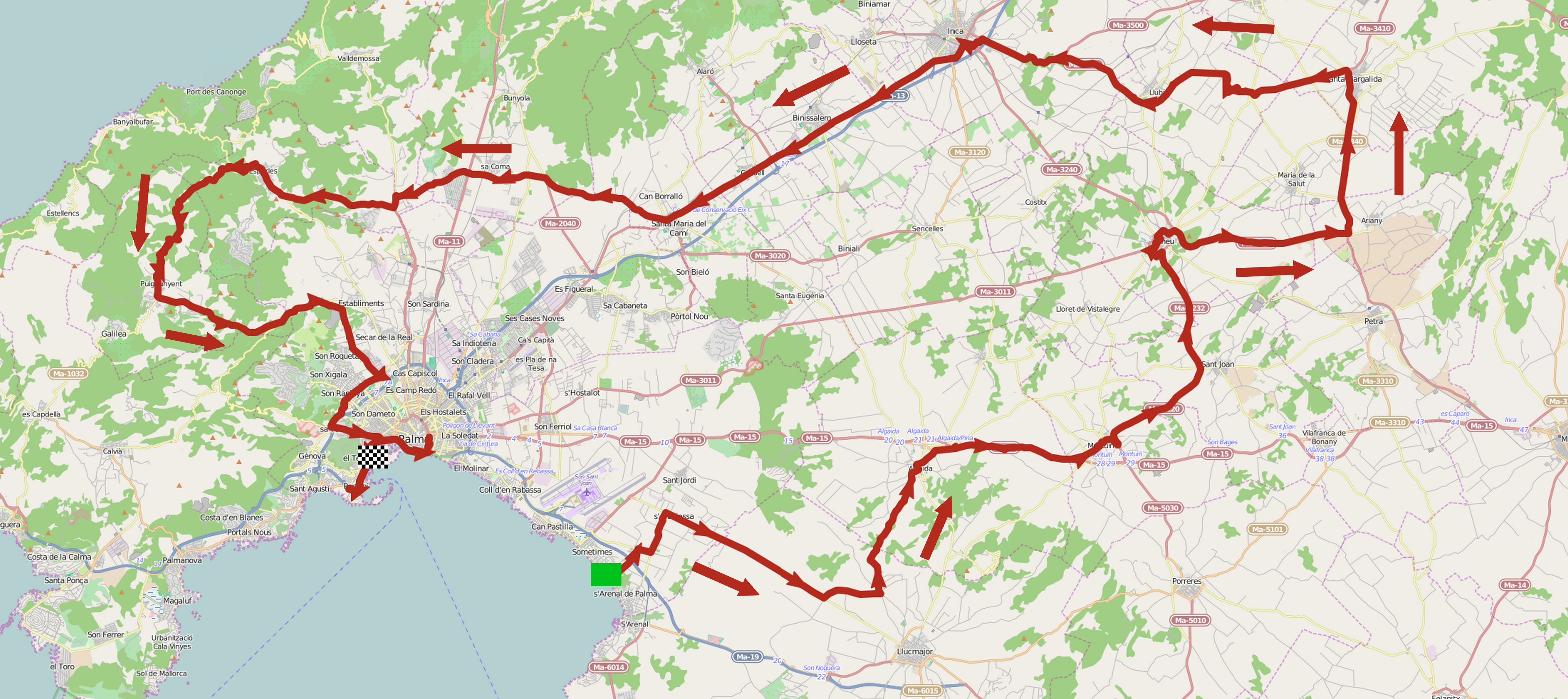
Recorrido del Trofeo Playa de Palma.

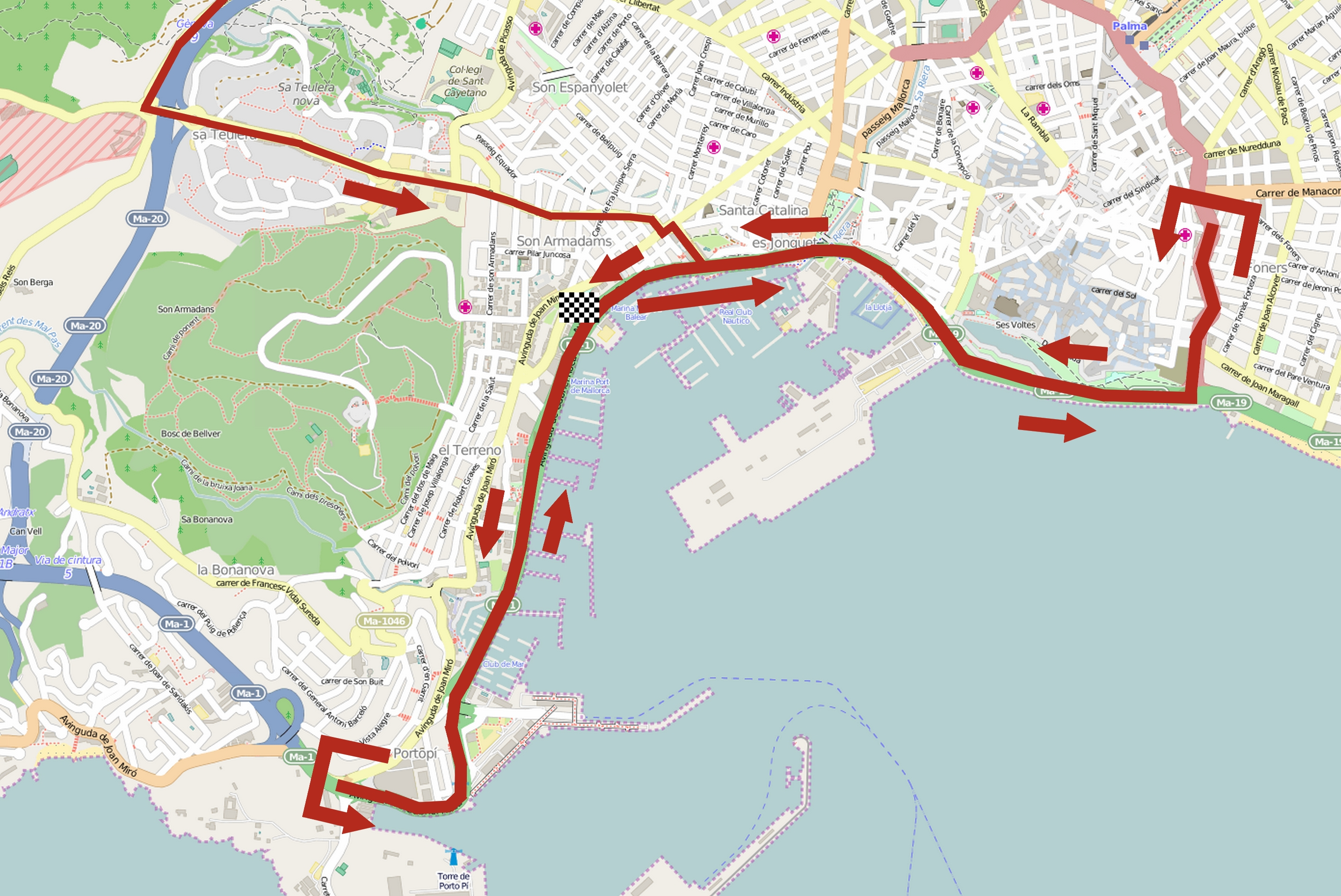
Kilómetros finales del Trofeo Palma.

| Posición | Ciclista          | Equipo        | Tiempo          |
| -------- | ----------------- | ------------- | --------------- |
| 1        | Matteo Pelucchi   | IAM           | 4 h 06 min 17 s |
| 2        | André Greipel     | Lotto-Soudal  | m.t.            |
| 3        | Ben Swift         | Sky           | m.t.            |
| 4        | Sam Bennett       | Bora-Argon 18 | m.t.            |
| 5        | Bryan Coquard     | Europcar      | m.t.            |
| 6        | Raymond Kreder    | Roompot       | m.t.            |
| 7        | Fabian Cancellara | Trek Factory  | m.t             |
| 8        | Russell Downing   | Cult Energy   | m.t.            |
| 9        | Dylan Page        | Roth-Skoda    | m.t.            |
| 10       | Kristian Sbaragli | MTN-Qhubeka   | m.t.            |

##### Otras clasificaciones
- Montaña:  Unai Intziarte (Murias Taldea)
- Metas Volantes:  Henrik Evensen (Froy Oslo)
- Sprints Especiales:  Unai Intziarte (Murias)
- Combinada:  Unai Intziarte (Murias Taldea)
- Equipos:  Cannondale-Garmin

## UCI Europe Tour
Los cuatro trofeos otorgaron puntos para el UCI Europe Tour 2015 de forma individual, solamente para corredores de equipos Profesional Continental y Equipos Continentales. Las siguientes tablas corresponde al baremo de puntuación y los corredores que obtuvieron puntos:
| Posición                       | 1º | 2º | 3º | 4º | 5º | 6º | 7º | 8º | 9º | 10º | 11º | 12º |
| Clasificación final por trofeo | 80 | 56 | 32 | 24 | 20 | 16 | 12 | 8  | 7  | 6   | 5   | 3   |

| Ciclista          | Equipo                     | 1º trofeo | 2º trofeo | 3º trofeo | 4º trofeo | Total |
| ----------------- | -------------------------- | --------- | --------- | --------- | --------- | ----- |
| Steve Cummings    | MTN-Qhubeka                | -         | 80        | -         | -         | 80    |
| Raymond Kreder    | Roompot                    | 16        | -         | -         | 16        | 32    |
| Sam Bennett       | Bora-Argon 18              | 6         | -         | -         | 24        | 30    |
| Bryan Coquard     | Europcar                   | 7         | -         | -         | 20        | 27    |
| Marc de Maar      | Roompot                    | -         | 5         | 20        | -         | 25    |
| Nacer Bouhanni    | Cofidis, Solutions Crédits | 24        | -         | -         | -         | 24    |
| Grega Bole        | CCC Sprandi Polkowice      | -         | -         | 12        | -         | 12    |
| Dylan Page        | Roth-Skoda                 | 3         | -         | -         | 7         | 10    |
| Russell Downing   | Cult Energy                | -         | -         | -         | 8         | 8     |
| Kristian Sbaragli | MTN-Qhubeka                | -         | -         | -         | 6         | 6     |
| Merhawi Kudus     | MTN-Qhubeka                | -         | -         | 6         | -         | 6     |
| Lukas Jaun        | Roth-Skoda                 | 5         | -         | -         | -         | 5     |
| Egoitz García     | Murias Taldea              | -         | -         | 3         | -         | 3     |
| Francesco Lasca   | Caja Rural-Seguros RGA     | -         | -         | -         | 3         | 3     |